# Actividad intrínseca

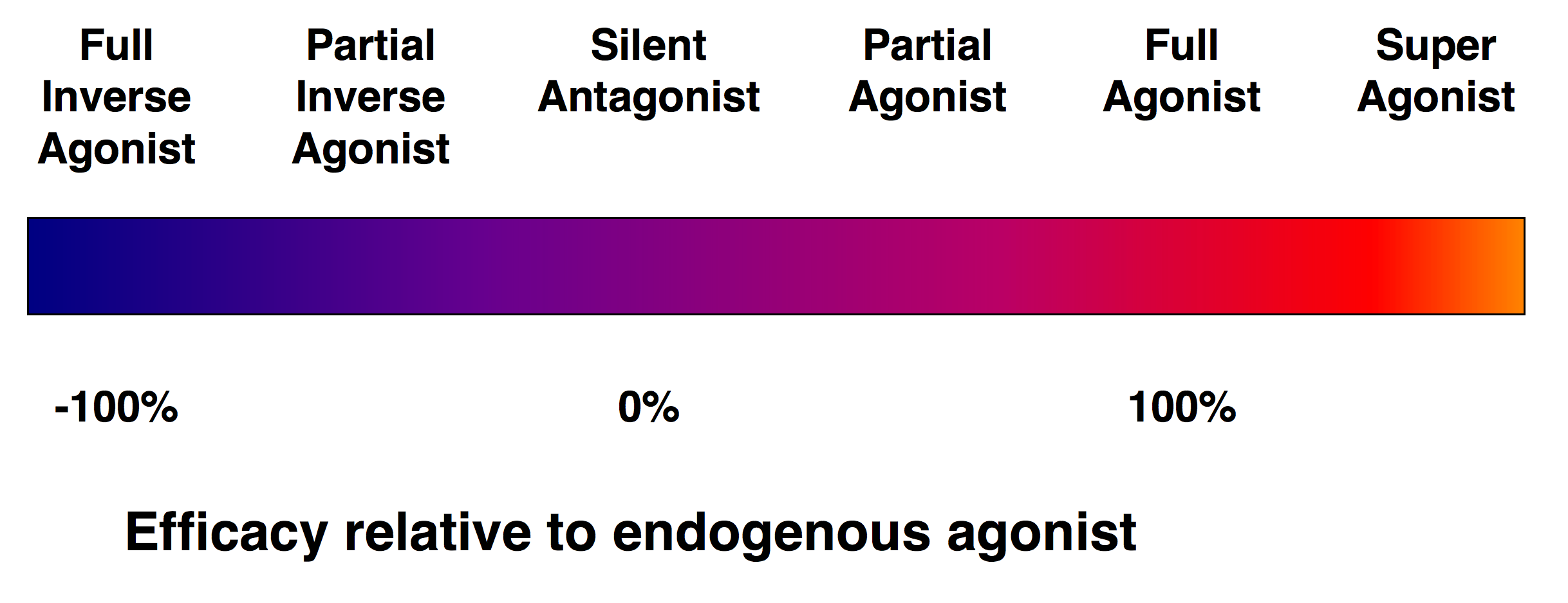
Espectro de eficacia de ligandos de receptores.

La actividad intrínseca (AI) o eficacia se refiere a la capacidad relativa de un complejo fármaco-receptor para producir una respuesta funcional máxima. Esto debe distinguirse de la afinidad, que es una medida de la capacidad del fármaco para unirse a su diana molecular, y el EC50, que es una medida de la potencia de la droga y que es proporcional a la eficacia y afinidad. Este uso de la palabra "eficacia" se introdujo por Stephenson (1956) para describir la forma en que los agonistas varían en la respuesta que producen, incluso cuando ocupan el mismo número de receptores. Agonistas de alta eficacia pueden producir la respuesta máxima del sistema receptor ocupando una proporción relativamente baja de los receptores en ese sistema.
Los agonistas de menor eficacia no son tan eficientes en la producción de una respuesta del complejo droga-receptor, al estabilizar la forma activa del mismo. Por lo tanto, no podrían ser capaces de producir la misma respuesta máxima, incluso ocupando toda la población de receptores, ya que la eficiencia de transformación de la forma inactiva del complejo fármaco-receptor hacia la forma activa del complejo fármaco-receptor podría no ser lo suficientemente alta para evocar una respuesta máxima. Dado que la respuesta observada podría ser menor que el máximo en sistemas con ninguna reserva de receptores libres, algunos agonistas de baja eficacia se denominan como agonistas parciales.